# Образование в СССР

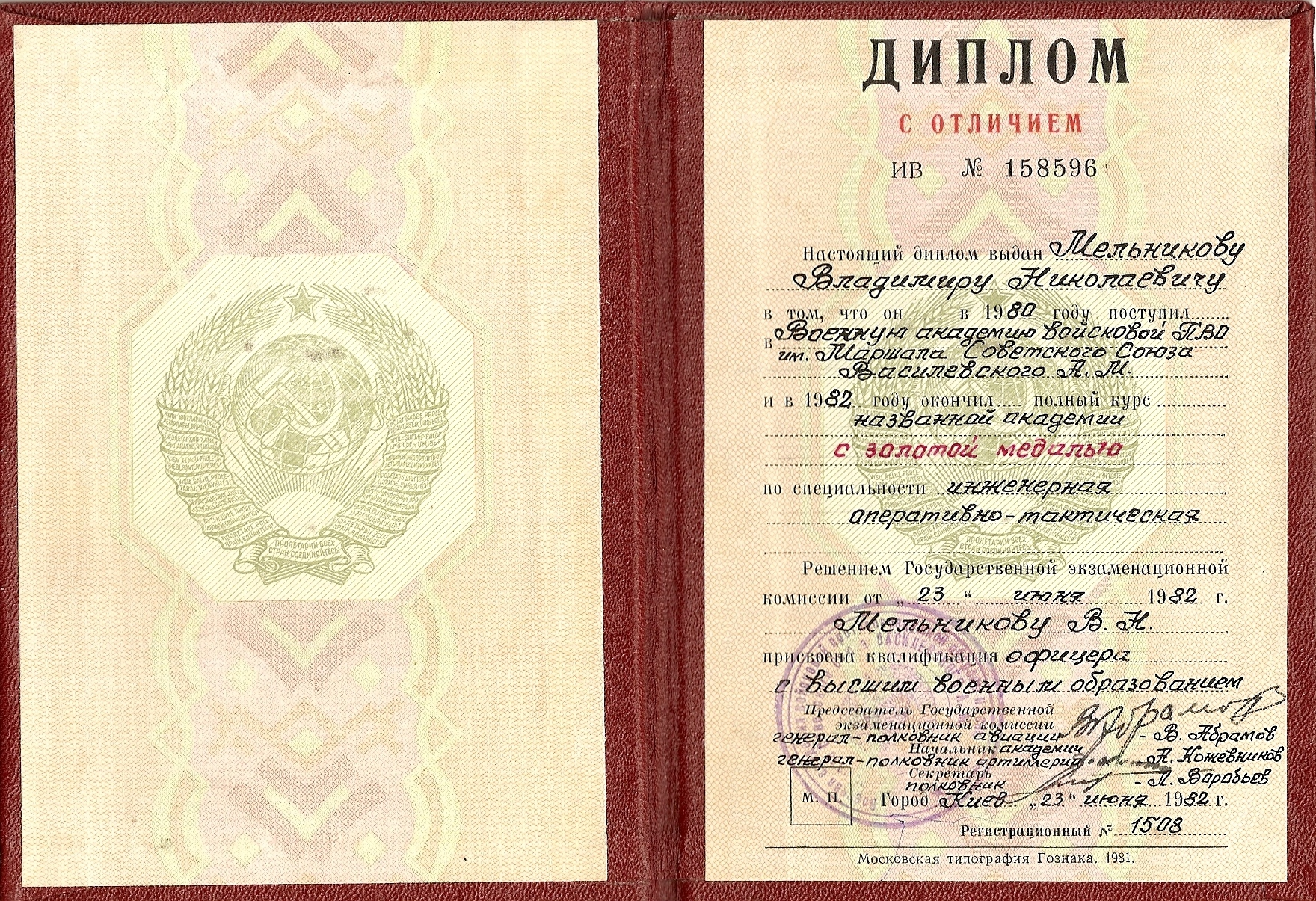
Красный диплом высшего образования Министерства высшего и среднего специального образования СССР 1982 год

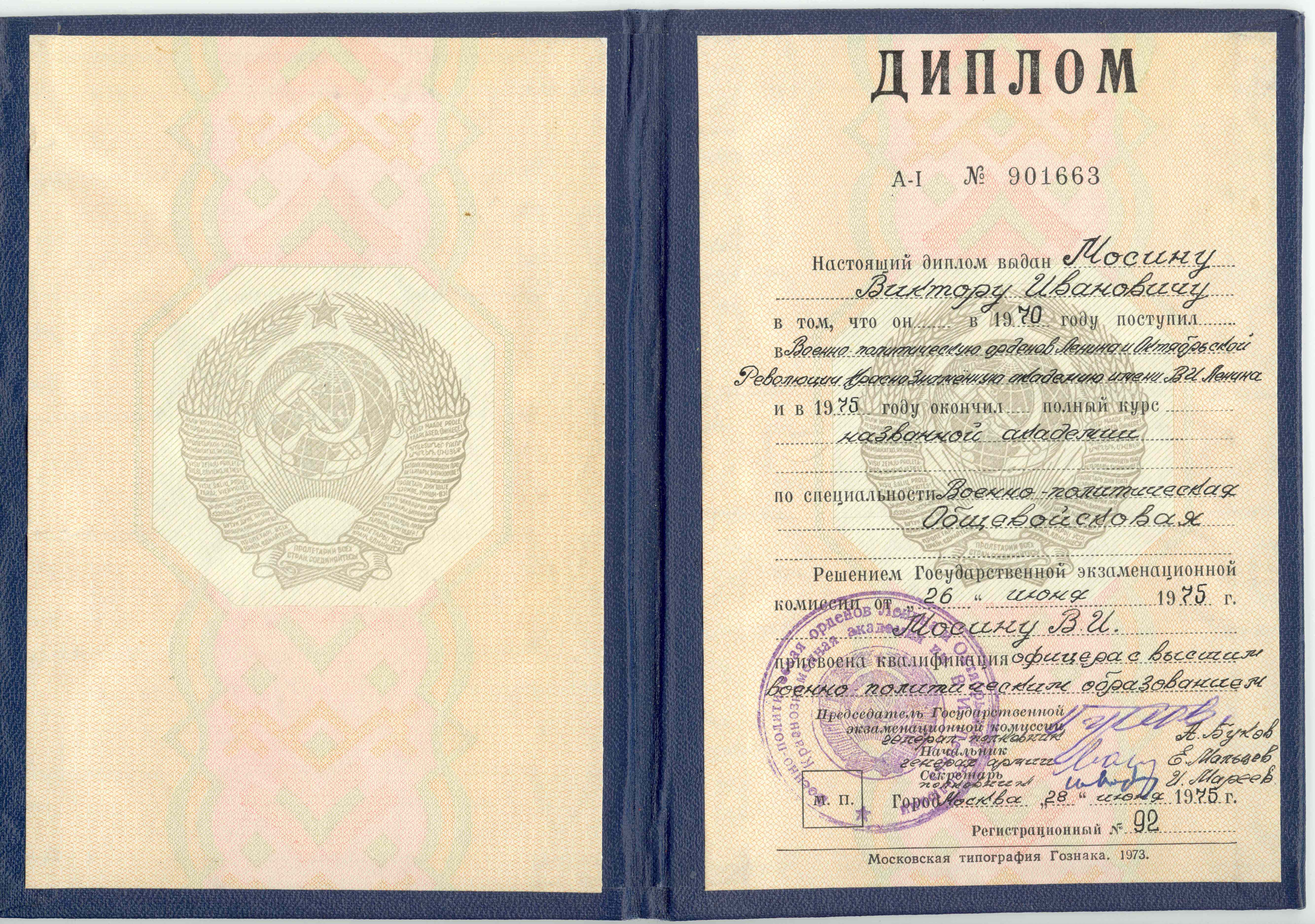
Диплом высшего образования СССР, 1974 год

Система народного образования в СССР — система образования, существовавшая в Советском Союзе.
Образование в Советском Союзе было тесно связано с текущей политической конъюнктурой и генеральной линией партии. Согласно БСЭ, советская школа была призвана «не только решать общеобразовательные задачи, обучая учащихся знанием законов развития природы, общества и мышления, трудовыми навыками и умениями, но и формировать на этой основе коммунистические взгляды и убеждения учащихся, воспитывать учащихся в духе высокой нравственности, советского патриотизма и пролетарского интернационализма».

## История

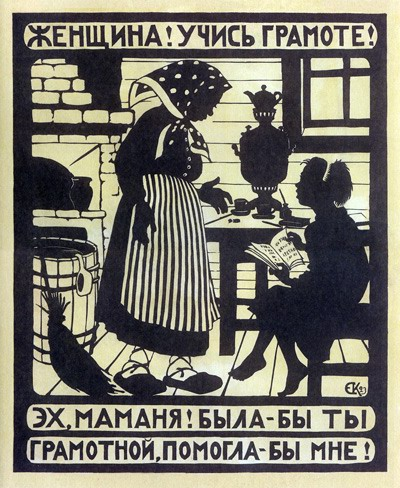
Плакат Елизаветы Кругликовой, 1923 год

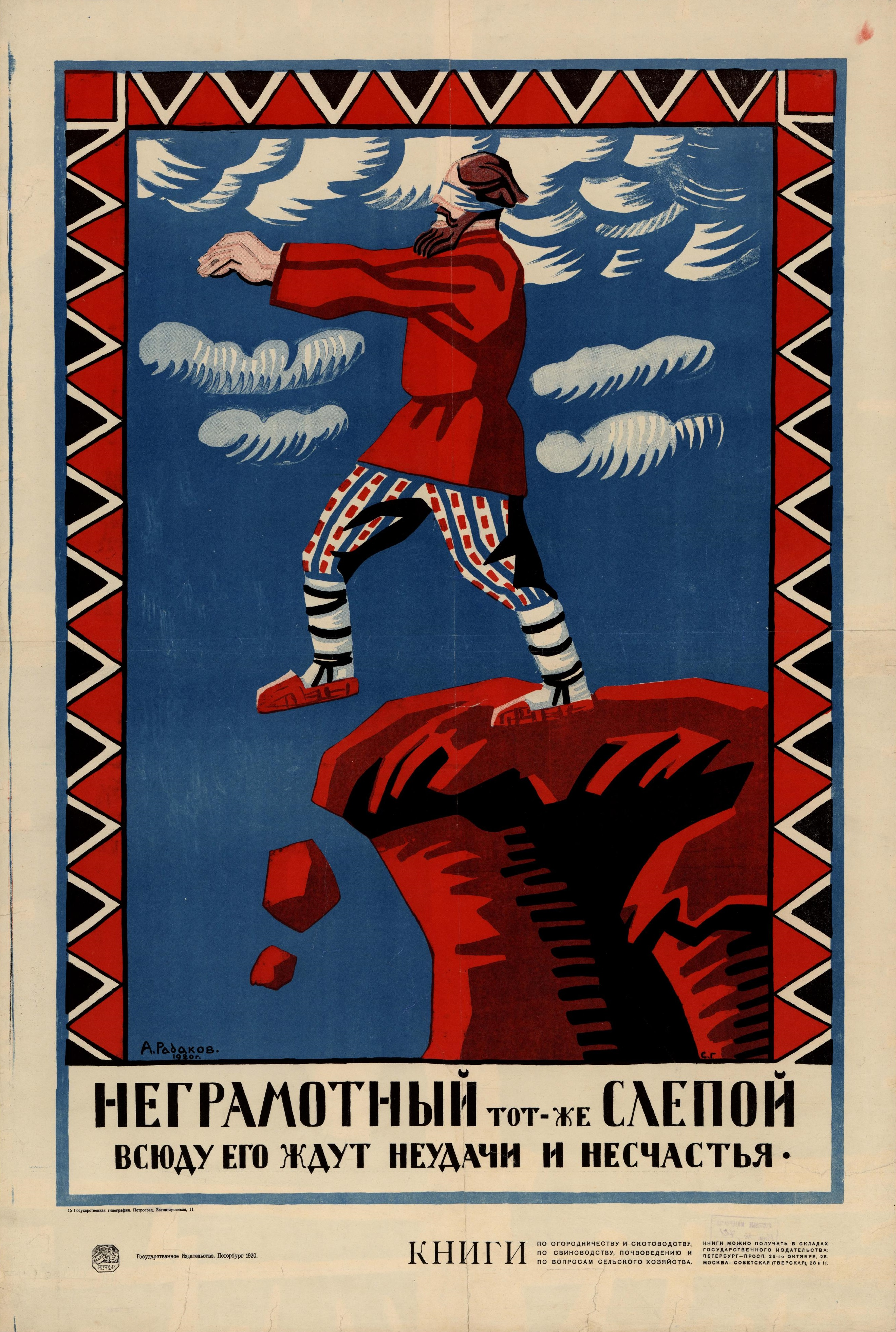
Плакат Алексея Радакова, 1920 год

Принципы образования, позже принятые в Советском Союзе, были сформулированы ещё в 1903 году в Программе РСДРП, озвученной на II съезде РСДРП: всеобщее бесплатное обязательное образование детей обоих полов до 16 лет; ликвидация сословных школ и ограничений в образовании по национальным признакам; отделение школы от церкви; обучение на родном языке и другое.
С момента создания Советского государства вопросам образования уделялось приоритетное внимание. 9 ноября 1917 года (на следующий день после проведения 2-го Всероссийского съезда Советов 26 октября (8 ноября) 1917) совместным Декретом ВЦИК и СНК была учреждена Государственная комиссия по просвещению, на которую возлагалась задача руководить всей системой народного образования и культуры.
5 февраля 1918 года декретом Совнаркома была отделена церковь от государства и школа от церкви.
Конституция РСФСР от 10 июля 1918 года декларировала следующее:

В целях обеспечения за трудящимися действительного доступа к знанию Российская Социалистическая Федеративная Советская Республика ставит своей задачей предоставить рабочим и беднейшим крестьянам полное, всестороннее и бесплатное образование.— Конституция (Основной закон) Российской Социалистической Федеративной Советской Республики от 10 июля 1918 года
Принятое 16 октября 1918 года ВЦИК положение «О единой трудовой школе РСФСР» вводило бесплатное и совместное обучение детей школьного возраста. Оно упраздняло многотипность школ (высшие начальные, гимназии, реальные училища и т. п.) Всем школам, кроме высшей, присваивалось название «единая трудовая школа». Она состояла из двух ступеней: 1-я ступень — от 8 до 13 лет, 2-я — от 13 до 17 лет с совместным обучением мальчиков и девочек. Было установлено, что посещение школы 1-й и 2-й ступеней обязательно для всех детей школьного возраста. Вводилось бесплатность обучения, обязательные горячие завтраки стали также бесплатными. Одним из основных принципов школьного образования было названо трудовое обучение («общественно-полезный, производительный труд»). Вводились элементы школьного самоуправления с участием и педагогов, и учащихся — «школьные советы» и «собрания школьного коллектива». Были предусмотрены недопущение обязательных домашних заданий, отмена всех вступительных, переходных и выпускных экзаменов, а также еженедельная отмена (на один любой день) учебных занятий и объявление второго свободного дня в неделю («но не подряд») «полурабочим днём» для клубных и лабораторных занятий, ученических собраний и т. д..
В основе образовательной реформы лежали передовые идеи русских и зарубежных педагогов: поощрялось педагогическое новаторство, культивировались уважение к личности ребёнка, внедрялись элементы самоуправления и принцип бесплатного обучения. Впрочем, были и издержки: из школы изгонялись парты, отменялись уроки, задания на дом, учебники, отметки, экзамены.
26 декабря 1919 года был подписан декрет о том, что всё население страны в возрасте от восьми до пятидесяти лет, не умевшее читать или писать, обязывалось обучаться грамоте на родном или русском языке — по желанию.
Перестройка школы, школьная реформа, проведённая Советской властью, предусматривала преодоление, отбрасывание старых, косных методов и устоев дореволюционной школы. Здесь в первую очередь было отменено всё то, что олицетворяло казённо-бюрократический метод муштры, зубрёжки и неравенство среди учащихся.
Серьёзной проблемой была неграмотность значительной части населения, особенно крестьянства. Советское руководство считало достижение всеобщей грамотности одной из приоритетных задач. Как говорил тогда Владимир Ленин: «нам нужно громадное повышение культуры. Надо добиться, чтобы уменье читать и писать служило к повышению культуры, чтобы крестьянин получил возможность применять это уменье читать и писать к улучшению своего хозяйства и своего государства».
Всего к 1920 году удалось обучить грамоте 3 млн человек. Перепись 1920 года, проведённая на территории Советской России, зафиксировала умение читать у 41,7 % населения в возрасте от 8 лет и старше. При этом эта перепись не была всеобщей и не охватила такие территории страны, как Белоруссия, Волынская, Подольская губернии, Крым, Закавказье, горные районы Северного Кавказа, часть Туркестана и Киргизии, Дальний Восток, а также некоторые местности Европейской России и Украины, Хиву и Бухару.
Таким образом, в 1918—1919 годах, система образования была коренным образом изменена: существование частных школ было запрещено; введено бесплатное обучение, совместное обучение детей обоего пола; школа отделялась от церкви, а церковь — от государства; запрещалось преподавание в учебных заведениях какого бы то ни было вероучения и исполнение обрядов религиозного культа; все национальности получили право обучения на родном языке; положено начало созданию системы общественного дошкольного воспитания; выработаны и введены в действие новые правила приёма в вузы.
Среднее число лет обучения населения старше 9 лет:
| 1917  | 1927  | 1937  | 1947  | 1957  | 1967  | 1977  | 1987  |
| ----- | ----- | ----- | ----- | ----- | ----- | ----- | ----- |
| 1,112 | 1,502 | 3,376 | 5,442 | 6,048 | 6,974 | 7,861 | 8,833 |

При этом, что касается высшего образования, большевистские власти стремились изменить социальный состав студенчества, чтобы создать новую интеллигенцию, преданную идеям социализма и правящему режиму. В соответствии с Декретом Совнаркома РСФСР «О правилах приема в высшие учебные заведения» от 2 августа 1918 года в высшие учебные заведения могли поступать все желающие без экзаменов, при этом даже не требовалось диплома, аттестата или свидетельства об окончании средней или какой-либо школы; плата за обучение отменялась. Однако программы обучения оказались не под силу неподготовленным слушателям, в среде которых росли разочарование и сомнения в правильности сделанного выбора. Поэтому появилась такая форма довузовской подготовки, как рабочие факультеты, официально затем узаконенная постановлением Наркомпроса РСФСР от 15 сентября 1919 года.
Современные исследователи отмечают: «Коммунистическая атака на систему распределения научных статусов началась в 1918 году. Дело заключалось не столько в „перевоспитании буржуазной профессуры“, сколько в установлении равного доступа к образованию и уничтожении сословных привилегий, к числу которых относилась и привилегия быть образованным».

### 1920-е годы
19 июня 1920 года Совнарком РСФСР образовал Всероссийскую чрезвычайную комиссию по ликвидации безграмотности. Шло активное создание государственной системы образования для взрослых, представленной «ликвидационными пунктами» и школами ликвидации неграмотности (для людей 16—50 лет).
В области начального образования главной проблемой в 1920-е годы оставалась ликвидация неграмотности. В 1923 году декретом Народного комиссариата просвещения было создано Общество «Долой неграмотность». Свыше 1,2 миллиона человек объединяли городские шефские организации, призванные помогать деревне в подъёме культуры. Для ускорения ликвидации безграмотности пришлось усилить нагрузку на пригодные школьные помещения: при том, что к 1924 году численность учащихся (при абсолютном сокращении населения) удалось довести почти до уровня 1914 года (98 %), количество школ составило лишь 83 % от предвоенного уровня. Основной приток учащейся массы в этот период составляли беспризорники, численность которых достигала в эти годы 7 млн человек. В 1925—1928 годах, по мере обеспечения доступности обучения для всех детей школьного возраста, всеобщее обязательное начальное обучение вводилось распоряжениями местных советских органов. Так, законы о всеобщем обучении были приняты: в 1924 году — в Украинской ССР; в 1926 году — в Белорусской ССР; а также в ЗСФСР и в некоторых республиках Средней Азии — в конце 1920-х годов. Однако только после ликвидации беспризорности как массового явления (к 1928 году — уже только 300 тыс. беспризорников), к сентябрю 1930 года появились основания утверждать, что всеобщее начальное обучение детей введено фактически.
Осенью 1921 года все школы были переведены на финансирование из местного бюджета. Возник ряд национальных школ - так, в РСФСР в 1925 году действовала 621 немецкая начальная школа.
Советские школы перестраиваются в соответствии с «Положениями про единую трудовую политехническую школу». В школах преподаются языки большинства населения республик. В 1920‑х годах среднее образование в СССР было семилетним. Следующим этапом было профессиональное образование, которое включало профессиональные школы, техникумы и институты. Фактически советская школьная система оформилась к 1922 году: начальная школа (четыре года обучения), основная семилетняя общеобразовательная школа и старшая ступень общеобразовательной школы (всего 9—10 лет учёбы).
Большой ущерб системе народного образования и распространению грамотности был нанесён Первой мировой и Гражданской войнами. Из-за постоянной нехватки средств к 1922/23 учебному году количество школ сократилось до 88 588, а численность учащихся сократилось до 7 322 062 человек (лишь к 1926 году количество школ возросло до 111 046, а численность учащихся — до 10 219 529)). Ситуация усугублялась голодом и разрухой во многих сферах экономики; полноценное финансирование системы просвещения удалось восстановить только к 1924 году, после этого расходы на образование стабильно росли.
| Год       | Расходы на просвещение (в руб.) | Процент от бюджета |
| --------- | ------------------------------- | ------------------ |
| 1925—1926 | 520 000                         | 12,36              |
| 1926—1927 | 691 000                         | 11,96              |
| 1927—1928 | 895 000                         | 12,42              |
| 1928—1929 | 1 123 000                       | 12,78              |
| 1929—1930 | 1 781 000                       | 13,37              |

15 декабря 1927 года была проведена Всесоюзная школьная перепись.
Изменение численности начальных школ и учеников, обучающихся в них в 1920-х годах:
| Годы       | Число начальных школ | Численность учеников | Население страны                                                                          |
| ---------- | -------------------- | -------------------- | ----------------------------------------------------------------------------------------- |
| 1914—19151 | 104 610              | 7 235 988            | 141 113 770 (за вычетом населения потерянных губерний, без учёта потери населения части)1 |
| 1920—1921  | 114 235              | 9 211 351            | 137 727 000 (01.1920)                                                                     |
| 1921—19222 | 99 396               | 7 918 751            | 137 795 000 (01.1921)                                                                     |
| 1922—19233 | 87 559               | 6 808 157            | 136 909 000 (01.1922)                                                                     |
| 1923—1924  | 87 258               | 7 075 810            | 137 487 000 (01.1923)                                                                     |
| 1924—1925  | 91 086               | 8 429 490            | 139 969 000 (01.1924)                                                                     |
| 1925—1926  | 101 193              | 9 487 110            | 143 003 000 (01.1925)                                                                     |
| 1926—1927  | 108 424              | 9 903 439            | 147 027 915 (на 17.12.1926)                                                               |

| 1. В границах до 17.09.1939 г., т.е. без Бессарабской, Виленской, Гродненской, Курляндской, Лифляндской, Эстляндской, Ковенской, Холмской, Варшавской, Калишской, Келецкая, Ломжинская,Люблинская, Петроковская, Плоцкая, Радомская, Сувалкская, западных частей Волынской, Минской, частей двух уездов Псковской, части Санкт-Петербургской (г. Нарва и ряд селений Ямбургского и Гдовского уездов), южной части Батумской области и 8-ми финляндских губерний Российской империи, 2. В апреле-мае 1920 к СССР[уточнить] был присоединена ССР Азербайджан (Елисаветпольская). В декабре 1920 к СССР[уточнить] присоединилась ССР Армения (Карская область, Эриванская губерния). В феврале-марте 1921 в состав СССР[уточнить] вошли ССР Грузия (северная часть Карской области и Батумская областей, Кутаисской, Тифлисской губернии, Закатальский округ), ССР Абхазия (Сухумский округ).3. В декабре 1922 в состав СССР вошла УССР с восточными частями Волынской, 11-ю из 15 уездов Черниговской (4 северных уезда вошли в Гомельскую губернию в 1919), а также Екатеринославской, Киевской, Полтавской, Подольской, Харьковской, Херсонской губерниями Российской империи |

Что касается высшего образования, то 21 июня 1921 года были утверждены новые правила приема в высшие учебные заведения, которые предусматривали, что в первую очередь будут приниматься лица, окончившие рабфаки, лица физического труда, члены РКП(б) и комсомольцы, поступающие с направлениями различных государственных и общественных организаций, а все остальные будут приниматься лишь при наличии свободных мест. При этом вводилась плата за обучение (дифференцированная по классовому признаку), а право на бесплатное обучение зависело не только от материального положения семьи студента, но и от его социального происхождения. Новые правила предусматривали проведение приемных испытаний по основным предметам, но указывалось, что они не должны быть конкурсными, их целью было проверить, «обладает ли действительно кандидат, с одной стороны, кругом необходимых знаний, с другой — гражданско-политическим развитием». Рабоче-крестьянскую молодежь принимали даже с неудовлетворительными оценками. Такой принцип классового приема встретил решительное сопротивление со стороны многих преподавателей и студентов. В октябре 1921 года группа профессоров Петроградского университета заявила на заседании Ученого Совета: «Прием слушателей в университет должен производиться согласно их знаниям, а не по каким-либо классовым и политическим соображениям. Университет постепенно превращается в узко-практическое специальное учебное заведение, только по недоразумению сохраняющее свое название».
Если в 1914—1915 году в России было 91 высшее учебное заведение, то в 1921—1922 их было уже 278. Количество студентов выросло в два раза — до 206 тысяч человек. Образовательная система не могла справиться с таким количеством студентов, поэтому было решено начать «чистки», чтобы уменьшить количество студентов за счёт «нетрудовых элементов», то есть всех, кроме рабочих и крестьян.
В вузы поступали тогда не потому, что искали образование, специальность, профессию, но потому, что именно в вузах штурмующие небо могли найти самую ближнюю, самую подходящую площадку для прыжка в космос. Штурмовали небо именно в вузах, там была сосредоточена лучшая часть общества. От рабочих и крестьян их лучшие представители, от дворян и буржуазии те конрады валленроды, которые взяли знамя чужого класса, чтоб под ним штурмовать небо. И Ленин, и Маркс, да и все их товарищи по партии были интеллигентами, конечно, плоть от плоти буржуазии, дворянства, разночинства, выходцами из чужого класса. Ничего в этом особенного нет, но уже в первые годы революции была поставлена догматическая задача — найти кадры из самих рабочих. Это только осложнило штурм неба.
16 мая 1924 года Совнарком РСФСР принял постановление «О сокращении наличного количества учащихся в вузах». Официально целью этой «чистки» объявлялось освобождение от неуспевающих студентов, но прежде всего внимание обращалось на социальное происхождение и имущественное положение студента и его родных для удаления социально «чуждых» элементов. В 1924 году было отчислено 18 тысяч студентов, а в 1925 году — ещё 40 тысяч. При этом «нормы отчисляемых планировались заранее — в среднем 20—30 % от общего числа студентов. После исключения многие юноши и девушки находились на грани отчаяния, некоторые кончали жизнь самоубийством. Подобные «чистки», хотя и менее масштабные, продолжались до конца 1920-х годов. При этом некоторые из студентов, отчисленных из-за своего социального происхождения, возвращались к учёбе, но для этого им приходилось доказывать, что они либо не поддерживают связи со своими родителями, либо что их родители умерли, либо что их родители или близкие родственники сменили род деятельности, и благодаря этому перешли в разряд «трудовых» элементов.
Разрастание сети рабфаков при острой нехватке высококвалифицированных преподавательских кадров привело к низкому уровню подготовки их выпускников. На рабфаках вместо экзаменов были лишь итоговые беседы студентов с преподавателем, при этом выпускников рабфаков принимали в высшие учебные заведения без экзаменов; приёмная комиссия интересовалась только социальным происхождением, а на отсутствие элементарной подготовки часто закрывали глаза. Более того, говорили, что чем более «пролетарская» и неопрятная внешность у абитуриента, чем грубее он себя ведёт, тем больше шансов у него поступить. Был большим процент отсева рабфаковцев из-за их хронической неуспеваемости. В итоге, когда первая большая партия выпускников инженерных специальностей пришла на производство, то выяснилось, что заменить старых специалистов они не могут. Поэтому государство, перед которым стояла задача скорейшего восстановления экономики страны, пошло на смягчение отношения к непролетарским кадрам, «перешедшим на сторону Советской власти», и был принят ряд постановлений, согласно которым дети инженерно-технических работников получили те же права на поступление в высшие учебные заведения, что и дети рабочих.
К 1927/28 учебному году увеличилась численность учащихся:
- В средних и начальных школах всех видов — 11 589 тысяч учеников.
- В средних специальных учебных заведениях в этом же году обучалось 189 тысяч студентов.
- В высших учебных заведениях обучалось 169 тысяч студентов.

В борьбе с неграмотностью были достигнуты значительные успехи: всего в 1917—1927 годах было обучено грамоте до 10 миллионов взрослых (подробнее смотрите в статье ликбез). Перепись населения СССР 1926 года выявила 56,6 % грамотного населения в возрасте от 9 до 49 лет (80,9 % — среди городского и 50,6 % — сельского). В целом, в этот период значительно увеличилась численность учащихся и учителей.
Численность учителей увеличилась с 222 974 в 1922/23 учебном году до 394 848 в 1929/30 учебном году. Численность учащихся во всех школах СССР увеличилась с 7 322 062 (1922/23 гг.) до 13 515 688 (1929/30 гг.):
- в начальных школах с 5 993 379 — до 9 845 266 человек;
- в неполных средних школах с 736 854 до 2 424 678 человек;
- в средних школах с 591 645 до 1 117 824.

Численность студентов высших учебных заведений по сравнению с предвоенным 1914 годом выросла с 127 000 до 169 000 в 1927/28 году. В 1930 году в СССР численность студентов составила 272 000 человек.
Научный потенциал страны, серьёзно подорванный во время социальных потрясений, с 1920—1930-х годов стал восстанавливаться. Заметно увеличилась численность научных работников. К 1927 году их насчитывалось 25 тысяч, то есть в два раза больше, чем до революции.
Развивались также национальные школы. Правительство всячески стремилось оказать им помощь. На них распространялись все законы и распоряжения издаваемые центральными органами власти РСФСР и СССР по Единой трудовой школе. Отдел национальных школ Наркомпроса РСФСР помогал создавать учебники и организовывал подготовку учителей, а секции и подотделы местных отделов народного образования оказывали необходимую помощь школами.
В течение 10—15 лет после Октябрьской революции на родных языках была создана письменность для десятков ранее бесписьменных народов (абазинцы, лакцы, ногайцы, балкарцы, тувинцы, адыгейцы и другие). Дети десятков национальностей впервые в истории получили учебники и учебные пособия на родном языке. В декабре 1922 года было создано специализированное восточное издательство, которое выпускало учебники на татарском, чувашском, киргизском, адыгейском и других языках. В 1924 году массовыми тиражами были изданы учебники для мордовских, марийских, татарских и чувашских школ. Кроме того, действия правительства РСФСР были направлены на развитие сети школ в ранее отсталых национальных районах и привлечение в них детей коренных национальностей. При этом обеспечивался дифференцированный подход к определению сети и типов школ, в зависимости от экономических, этнографических и географических условий территорий. Для детей кочевых народов, для детей животноводов горных районов Кавказа организовывались школы с интернатами при них или велось обучение детей в районах кочевий. В городах создавались школы-коммуны с интернатами.
В истории образования СССР 1920-е годы характеризуются как годы поиска смелых и оригинальных решений. В. Н. Шульгин, который в 28 лет возглавил Институт методов школьной работы, совместно с М. В. Крупениной выдвигал идеи об отмирании школы (превращении её в школу-производство, школу-колхоз): в утопическом будущем все взрослые будут обучать и воспитывать детей, создавая идеальную среду. В школах широко вводились комплексное обучение, лабораторно-бригадный метод, метод проектов. История как школьный предмет была исключена из программы, она была заменена обществоведением. Осуществлялся эксперимент с отказом от классно-урочной системы обучения, вместо учебных дисциплин были введены комплексы по трем направлениям: «Человек», «Природа», «Общество». Однако быстро стало ясно, что новые методы преподавания несовместимы с усвоением глубоких знаний учащимися. Делегаты Первого всесоюзного съезда учителей в январе 1925 года отмечали, что у детей нет прочных знаний по русскому языку, чтению и математике. Руководство Наркомпроса вынуждено было признать необходимость пересмотра комплексных программ, и к 1927—1928 учебному году программы уже включали перечень систематических знаний по грамматике, орфографии, арифметике. К концу 1920-х годов экспериментальная педагогика была вытеснена унификацией всех учебных программ, а теория «отмирания школ» была объявлена левым уклоном.

### 1930-е годы

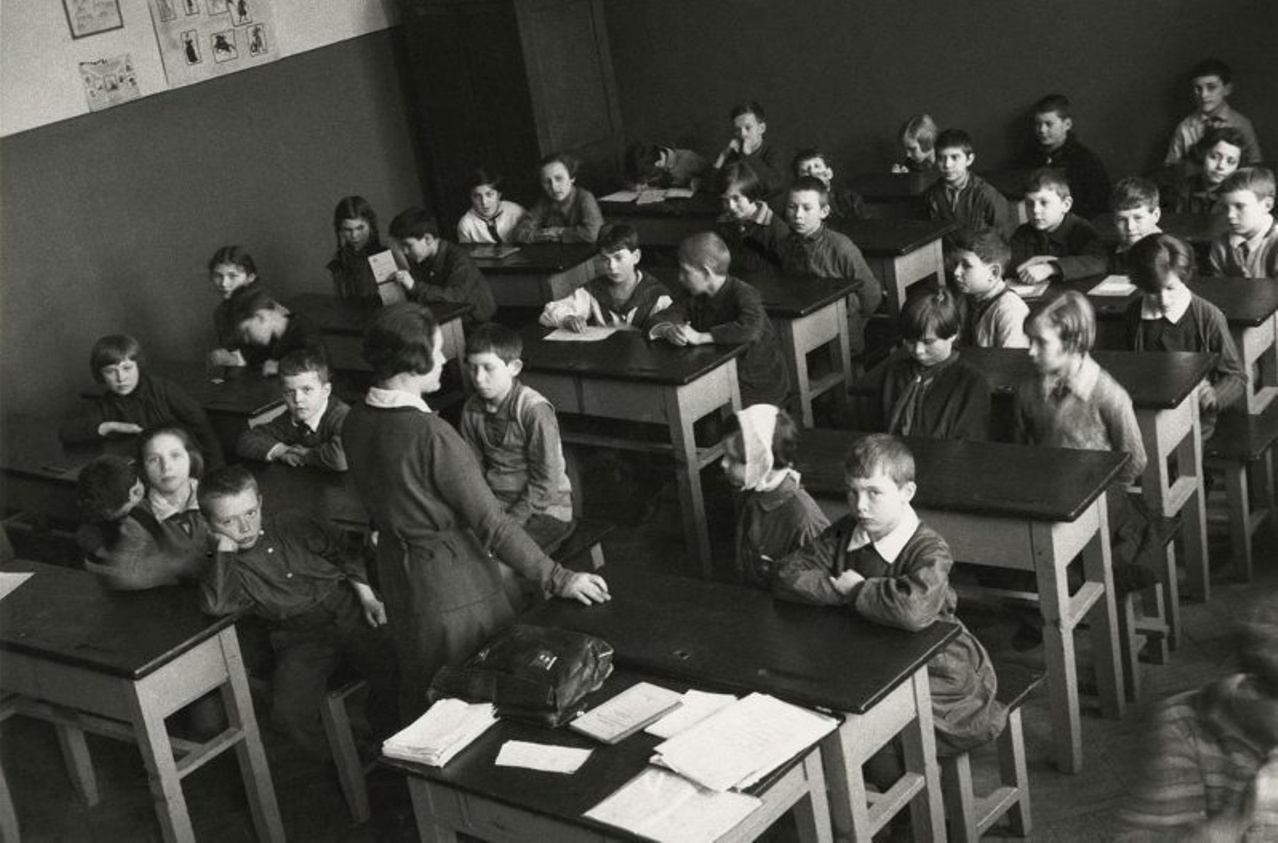
Урок в советской школе в 1930-е гг.
Постановлениями СНК СССР и ЦК ВКП(б) „О структуре начальной и средней школы в СССР“ (1934) было установлено 3 типа общеобразовательной школы:
- начальная,
- неполная средняя,
- средняя.

Войны и революции 1914—1922 годов сопровождались потерями населения, включая учёных и работников различного уровня квалификации, по ряду важнейших причин: физическая гибель, естественное старение, эмиграция. В отдельных секторах хозяйства оценки потерь в 1918—1925 годах доходят до 70—90 % кадров, относимых к наиболее квалифицированным (включая образованных представителей „эксплуататорских классов“: хозяев предприятий, членов советов директоров, их консультантов и пр.)
В 1934 году возобновлено преподавание истории в средней и высшей школе.
Началась реконструкция технической школы. Индустриализация в СССР потребовала подготовки за период с 1930 по 1935 год около 435 000 инженерно-технических специалистов, в то время как их численность в 1929 году составляла 66 000. В 1930 году состоялся первый выпуск Всесоюзной промышленной академии в Москве.
В 1932 году в СССР были введены единые десятилетние трудовые школы.
В 1934 году на XVII съезде ВКП(б) была принята резолюция о втором пятилетнем плане развития народного хозяйства СССР (1933—1937 гг.) в котором, в частности, была поставлена задача о всеобщем образовании в объёме семилетки, в первую очередь в деревне, поскольку в городе эта задача была в основном уже решена в первой пятилетке. В плане 2-й пятилетки были установлены следующие показатели: рост численности учащихся (в низших и средних школах, рабфаках, ФЗУ, техникумах, вузах и втузах) до 36 млн против 24,2 млн человек в 1932 году, или до 197 человек на тысячу человек населения против 147 человек, не считая дошкольного образования, охватывавшего уже в 1932 году 5,2 млн человек; увеличение сети массовых библиотек до 25 тысяч против 15 тысяч в 1932 году.

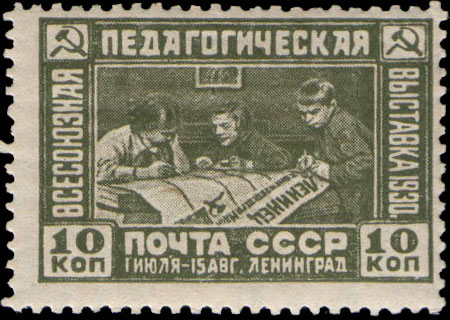
Почтовая марка СССР, 1930 год. Педагогическая выставка

В 1933—1937 годах было осуществлено обязательное семилетнее обучение в городах и рабочих посёлках. Уже в 1938/39 учебном году в СССР 97,3 % детей, окончивших начальные классы, перешли учиться в среднюю школу.
В третьей пятилетке планировалось также введение всеобщего среднего образования в сельской местности, однако оно не было осуществлено в связи с началом Великой Отечественной войны. Всеобщее семилетнее обучение в СССР было осуществлено только в 1950—1956 годах.
Всего за этот период численность учащихся в СССР во всех школах увеличилось с 13 515 688 человек (1929/30 учебный год) до 31 517 375 человек (1938/39уч.год):
- в начальных школах с 9 845 266 до 10 646 115 человек;
- в неполных средних школах с 2 424 678 до 11 712 024 человек;
- в средних школах с 1 117 824 до 9 028 156 человек.

Численность учителей увеличилась с 384 848 в 1929/30 уч. году. до 1 027 164 человек в 1938/39уч.году.
В 832-х высших учебных заведениях в 1932/33 г. обучались 504 000 студентов.
В целом были достигнуты значительные успехи в народном образовании. Так, численность учащихся в СССР за 20 лет после Октябрьской революции в 1937 году, по сравнению с предвоенным 1914 годом, увеличилась в 3,5 раза, в средних школах — в 20,2 раз. С 1930 по 1940 год количество высших и средних технических учебных заведений в СССР выросло в 4 раза и превысило 150.
К концу 1930-х годов удалось также достичь значительных успехов в борьбе с неграмотностью: согласно переписи 1939 года, процент грамотного населения составлял 87,4 %, значительно уменьшился разрыв в грамотности сельского и городского населения. Всего за 16 лет (с 1923 по 1939 год) в СССР обучалось более 50 млн неграмотных и около 40 млн малограмотных разных возрастов. Среди новобранцев проблема грамотности уже не стояла. Доля призывников, имеющих высшее и среднее образование, в 1939—1940 годах составляла треть от общей численности призванных.
Статистика изменения процента грамотного населения:
|                     |       | 1917   | 1920   | 1926   | 1937   | 1939   | 1959   | 1970   | 1979   |
| ------------------- | ----- | ------ | ------ | ------ | ------ | ------ | ------ | ------ | ------ |
| Сельское население  | Муж.  | 53 %   | 52,4 % | 67,3 % | —      | 91,6 % | 99,1 % | 99,6 % | 99,6 % |
| Сельское население  | Жен.  | 23 %   | 25,2 % | 35,4 % | —      | 76,8 % | 97,5 % | 99,4 % | 99,5 % |
| Сельское население  | Всего | 37%    | 37,8 % | 50,6 % | —      | 84,0 % | 98,2 % | 99,5 % | 99,6 % |
| Городское население | Муж.  | 80 %   | 80,7 % | 88,0 % | —      | 97,1 % | 99,5 % | 99,9 % | 99,9 % |
| Городское население | Жен.  | 61 %   | 66,7 % | 73,9 % | —      | 90,7 % | 98,1 % | 99,8 % | 99,9 % |
| Городское население | Всего | 70,5 % | 73,5 % | 80,9 % | —      | 93,8 % | 98,7 % | 99,8 % | 99,9 % |
| Всего               | Муж.  | 58 %   | 57,6 % | 71,5 % | 86 %   | 93,5 % | 99,3 % | 99,8 % | 99,8 % |
| Всего               | Жен.  | 29 %   | 32,3 % | 42,7 % | 66,2 % | 81,6 % | 97,8 % | 99,7 % | 99,8 % |
| Всего               | Всего | 43 %   | 44,1 % | 56,6 % | —      | 87,4 % | 98,5 % | 99,7 % | 99,8 % |

В 1930-х годах были изданы следующие постановления, касающиеся советской системы образования:
- 1930 год — постановление ЦИК и СНК СССР «О всеобщем обязательном начальном обучении» (введено всеобщее обязательное начальное обучение детей в возрасте 8—10 лет, а в городах, фабрично-заводских районах и рабочих посёлках — всеобщее обязательное семилетнее обучение)[1][2][46];
- 1931 год — постановление ЦК ВКП(б) «О начальной и средней школе»[1];
- 1932 год — постановление ЦК ВКП(б) «Об учебных программах и режиме в начальной и средней школе»[1];
- 1933 год — постановление ЦК ВКП(б) «Об учебниках для начальной и средней школы»[1] ;
- 1934 год — постановление СНК СССР и ЦК ВКП(б) «О структуре начальной и средней школы в СССР». Установлены три типа общеобразовательных школ: начальная (1—4-е классы), неполная средняя (5—7-е классы) и средняя (8—10-е классы)[1][47];
- 1935 год — постановление СНК СССР и ЦК ВКП(б) «Об организации учебной работы и внутреннем распорядке в начальной, неполной средней и средней школе»[1]; постановление ЦИК и СНК СССР о новых правилах приема в высшие учебные заведения и техникумы, согласно которым все ограничения «связанные с социальным происхождением лиц, поступающих в эти учебные заведения, или с ограничением в правах их родителей» отменялись[29].
- 1936 год — постановление ЦК ВКП(б) «О педологических извращениях в системе Наркомпросов»[48];
- 1936 год — постановление СНК СССР «О работе высших учебных заведений и о руководстве высшей школой» (узаконены лекции, семинары и производственная практика);[39]
- 1938 год — постановление ЦК ВКП(б) и СНК СССР «Об обязательном изучении русского языка в школах национальных республик и областей»[49].

### 1940-е годы

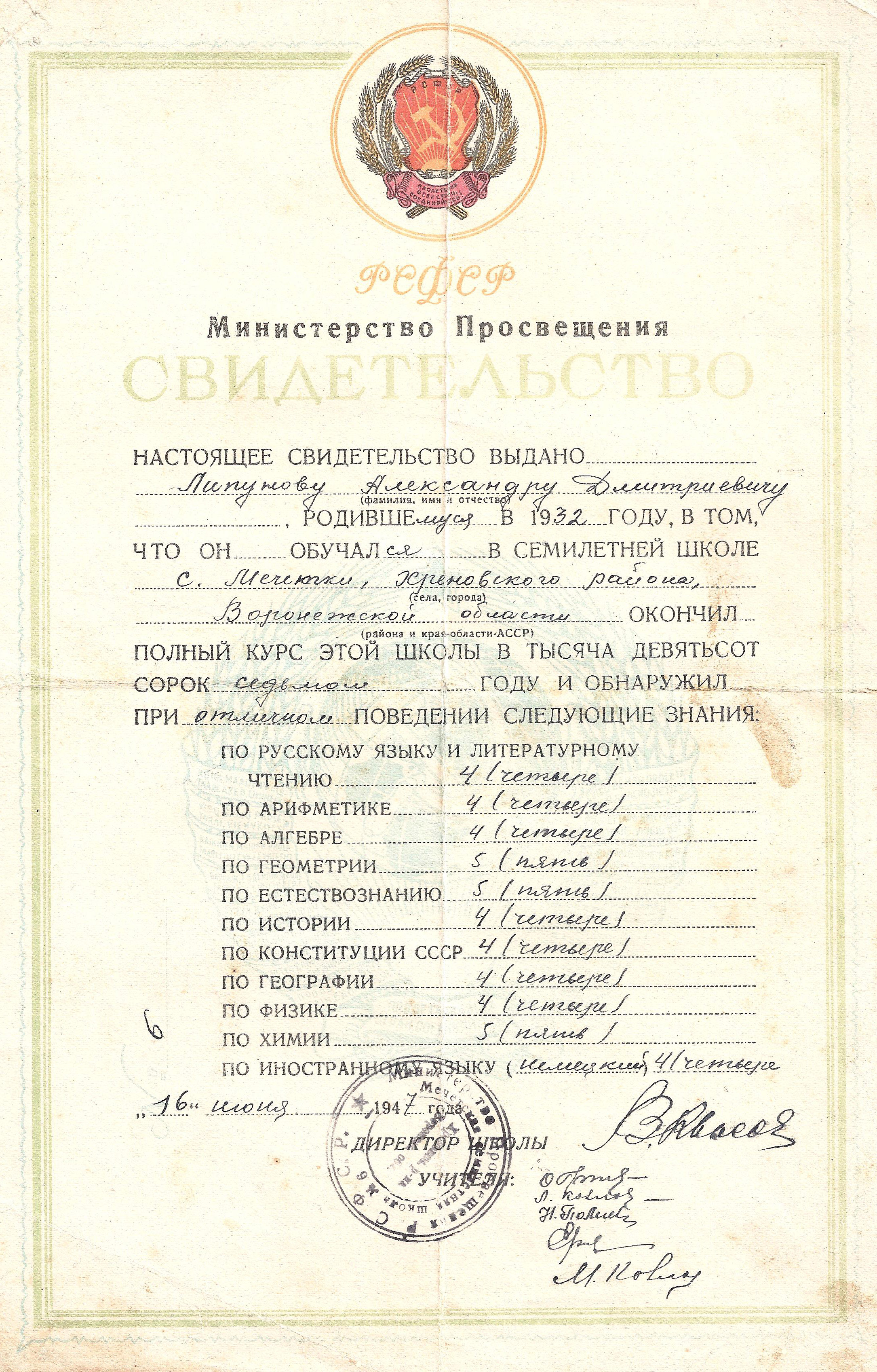
Свидетельство Министерства Просвещения РСФСР об окончании семилетки, 1947 год

Всего в 1940/41 учебном году в школах СССР обучалось 34 784 тысяч человек. Из них: в начальных — 10 060 тысяч; в семилетних — 12 525 тысяч; в средних — 12 199 тысяч.
Численность учителей в 1940/41 учебном году составила 1237 тысяч.
В 1940/41 учебном году в СССР было 3773 средних специальных учебных заведений, в которых училось 975 000 человек. Высшее образование в СССР в 1940/41 учебном году было представлено 817-ю учебными заведениями, в которых обучалось 812 000 студентов.
Постановлением СНК СССР № 789 от 31 мая 1943 года «О введении раздельного обучения мальчиков и девочек в 1943/44 учебном году в неполных средних и средних школах областных, краевых городов, столичных центров союзных и автономных республик и крупных промышленных городов» введено раздельное обучение мальчиков и девочек в общеобразовательной школе (отменено в 1954 году).
В 1940 году вышло постановление СНК СССР «Об установлении платности обучения в старших классах средних школ и в высших учебных заведениях СССР и об изменении порядка назначений стипендий». Согласно этому постановлению, с 1 сентября 1940 года вводилось платное обучение в 8—10-х классах средних школ, в техникумах, педагогических училищах, сельскохозяйственных и других специальных средних заведениях, а также в высших учебных заведениях (отменено в 1956 году).
Для учащихся 8—10-х классов средних школ, техникумов, педагогических училищ, сельскохозяйственных и других специальных средних заведений плата за обучение составляла от 150 до 200 рублей в год. Обучение в высших учебных заведениях стоило от 300 до 500 рублей в год. Плата за обучение составляла в 1940 году в среднем примерно 10 % от семейного бюджета (при одном работающем), в 1950 году и далее вплоть до отмены оплаты в 1956 году — около 5 %. Публичные лекции сделали платными. Введение платного образования привело к оттоку студентов. Так, за две недели из Красноярского пединститута отчислились 85 человек, и только 2 человека внесли плату по 300 рублей.
Решением Совета Народных Комиссаров № 27 от 26 октября 1940 года в СССР была введена общеобязательная плата за обучение для всех учащихся вузов, 8, 9, и 10 классов средних школ, а также техникумов, педагогических училищ, сельскохозяйственных и других специальных средних заведений. Данное постановление действовало вплоть до его отмены в 1956 году по решению Совета Министров СССР.

Учитывая возросший уровень материального благосостояния трудящихся и значительные расходы Советского государства на строительство, оборудование и содержание непрерывно возрастающей сети средних и высших учебных заведений, Совет Народных Комиссаров СССР признаёт необходимым возложить часть расходов по обучению в средних школах и высших учебных заведениях СССР на самих трудящихся и в связи с этим постановляет:

1. Ввести с 1 сентября 1940 года в 8, 9, и 10 классах средних школ и высших учебных заведениях плату за обучение.

2. Установить для учащихся 8-10 классов средних школ следующие размеры платы за обучение:

а) в школах Москвы и Ленинграда, а также столичных городов союзных республик — 200 рублей в год;

б) во всех остальных городах, а также сёлах — 150 рублей в год.
Примечание. Указанную плату за обучение в 8-10 классах средних школ распространить на учащихся техникумов, педагогических училищ, сельскохозяйственных и других специальных средних заведений.

1. Установить следующие размеры платы за обучение в высших учебных заведениях СССР:

а) в высших учебных заведениях, находящихся в городах Москве и Ленинграде и столицах союзных республик, — 400 рублей в год;

б) в высших учебных заведениях, находящихся в других городах, — 300 рублей в год...
По воспоминаниям Юрия Жданова (беседовавшего со Сталиным осенью 1947 года), Сталин считал, что высшее образование в России прошло три этапа:

В первый период ... были основной кузницей кадров. Наряду с ними лишь в очень слабой мере развивались рабфаки. Затем, с развитием хозяйства и торговли, потребовалось большое количество практиков, дельцов. Сейчас ... следует не насаждать новые, а улучшать существующие. Нельзя ставить вопрос так: университеты готовят либо преподавателей, либо научных работников. Нельзя преподавать, не ведя и не зная научной работы... сейчас у нас нередко говорят: дайте образец из-за границы, мы разберём, а потом сами построим.
Личное внимание Сталин уделил строительству МГУ. Московский городской комитет ВКП(б) и Моссовет предлагали построить четырёхэтажный городок в районе Внуково, где были широкие поля, исходя из экономических соображений. Президент Академии наук СССР академик С. И. Вавилов и ректор МГУ А. Н. Несмеянов предлагали построить современное десятиэтажное здание. Однако на заседании Политбюро, которое вёл лично Сталин, он сказал:

...этот комплекс для Московского университета, и не в 10—12, а в 20 этажей. Строить поручим Комаровскому. Для ускорения темпов строительства его надо будет вести параллельно с проектированием... Необходимо создать жилищно-бытовые условия, построив общежития для преподавателей и студентов. Сколько будет жить студентов? Шесть тысяч? Значит, в общежитии должно быть шесть тысяч комнат. Особо следует позаботиться о семейных студентах.
Специально «под университет» в конце 1948 года в МВД был подготовлен приказ об условно-досрочном освобождении из лагерей нескольких тысяч заключенных, имевших строительные специальности. Этим осуждённым предстояло провести остаток срока на строительстве МГУ.
Решение о строительстве МГУ было дополнено комплексом мер по улучшению всех университетов, в первую очередь в городах, пострадавших от войны. Университетам были переданы крупные здания в Минске, Воронеже, Харькове. Активно начали создаваться и развиваться университеты ряда союзных республик.
В послевоенное время, исходя из очевидных военных нужд, наибольшее внимание уделялось ядерной физике.
Во время Великой Отечественной войны
В период Великой Отечественной войны немецко-фашистские захватчики уничтожили и разрушили на территории, подвергшейся немецкой оккупации, 82 тыс. школ, в которых до войны обучалось 15 млн учащихся.
Были созданы школы для рабочей и сельской молодёжи, снижен возраст приёма в общеобразовательную школу с восьми до семи лет, организована сеть пришкольных интернатов, введены экзамены на аттестат зрелости, усилено военно-патриотическое воспитание школьников и так далее. В годы Великой Отечественной войны плата за обучение не отменялась, лишь облегчалась отдельным категориям населения. От неё освобождались демобилизованные по ранению военнослужащие, дети воинов, погибших на фронтах, дети инвалидов I и II групп, студенты-инвалиды и дети учителей.
Численность учащихся в СССР в период Великой Отечественной войны:
|         | Школы      | Высшие учебные заведения | Средние специальные заведения |
| ------- | ---------- | ------------------------ | ----------------------------- |
| 1941/42 | 17 765 000 | 313 000                  | 415 000                       |
| 1942/43 | 14 036 000 | 227 000                  | 316 000                       |
| 1943/44 | 17 966 000 | 400 000                  | 503 000                       |
| 1944/45 | 24 656 000 | 585 000                  | 812 000                       |
| 1945/46 | 26 094 000 | 730 000                  | 1 008 000                     |

26 февраля 1943 года Народный Комиссариат просвещения РСФСР издал приказ «О выдаче аттестатов учащимся рождения 1925 года, призванным из 10-х классов средней школы в 1942/43 учебном году в ряды Красной Армии», которым предписывалось выдавать аттестаты об окончании средней школы без испытаний на основании оценок успеваемости за первое полугодие 1942/43 учебного года по предметам: арифметике, Конституции, географии, естествознанию и рисованию за соответствующий класс.

### 1950-е годы

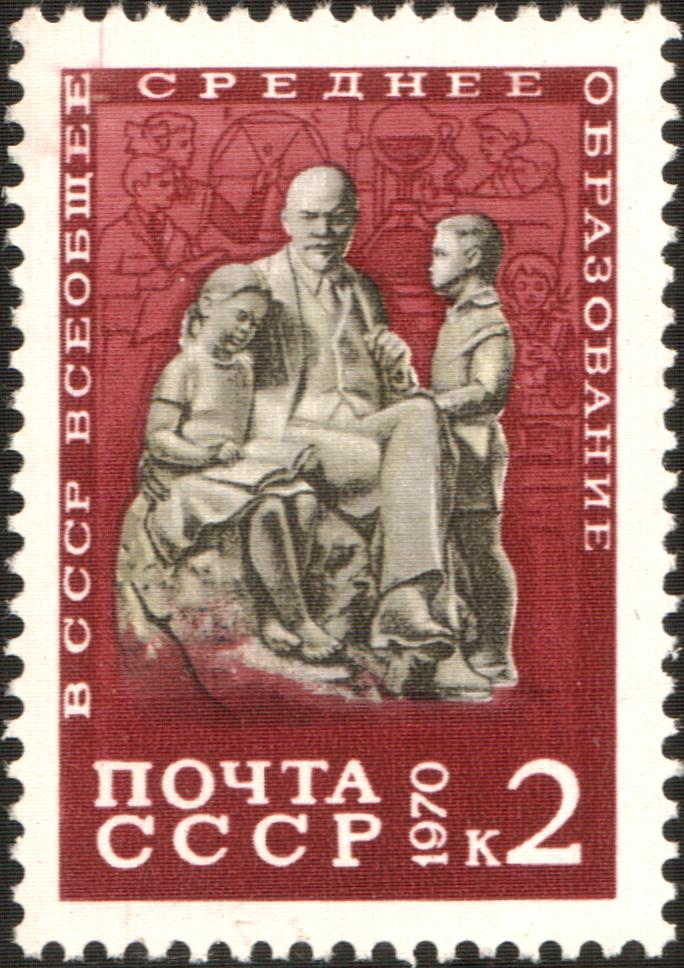
Почтовая марка СССР

В 1949 году в СССР было повсеместно введено всеобщее семилетнее образование.
В 1949/50 учебном году уменьшилась численность учащихся, так как в школы поступали дети, рождённые в годы войны, когда рождаемость в условиях военного времени (особенно на оккупированной врагом территории и в прифронтовой полосе) значительно снизилась.
В 1956 году в СССР обучалось 35 505 тысяч человек в разных учебных заведениях (в это число не входят 14,9 миллионов учащихся в школах переподготовки и повышения квалификации кадров). Из них: в общеобразовательных школах — 30 127 тыс.; в училищах системы школ трудовых резервов — 1365 тыс.; в техникумах и средних специальных учебных заведениях — 2012 тыс.; в высших учебных заведениях — 2001 тыс. человек.
Численность преподавателей в 1950/51 учебном году составило 1475 тысяч; в 1955/56 учебном году — 1733 тысяч.
В 1950 году в СССР было 162,5 тысячи научных работников (к 1955 году их численность выросла до 223,9 тысячи человек) и 2950 научных учреждений, 1180 из которых — НИИ и их филиалы.
Перепись населения СССР, проведённая в 1959 году, продемонстрировала, что неграмотность среди населения страны была практически полностью искоренена.
- 1 июля 1954 года вышло Постановление Совета Министров СССР «О введении совместного обучения в школах Москвы, Ленинграда и других городов», ликвидировавшее раздельное обучение мальчиков и девочек, введённое в 1943 году[60].
- 6 июня 1956 года вышло Постановление Совета Министров СССР «Об отмене платы за обучение в старших классах средних школ, в средних специальных и высших учебных заведениях СССР».
- В 1958 году Верховный Совет СССР принял закон «Об укреплении связи школы с жизнью и о дальнейшем развитии системы народного образования в СССР», на основе которого вместо всеобщего обязательного семилетнего образования было введено всеобщее обязательное восьмилетнее образование, завершённое повсеместно в 1962 году[1]. Полное среднее образование было увеличено на один дополнительный класс — с 10 до 11-ти лет обучения, но через пять лет (1963 год) 11-й класс был ликвидирован, как неудавшийся эксперимент.

В 1958 году было 29 политехнических институтов, 30 машиностроительных, 27 институтов гражданского строительства, 7 авиационных, 27 горно-металлургических, 18 транспортных, 15 электротехнических и институтов связи, 13 институтов рыбной и пищевой промышленности, 10 инженерно-химических, два метеоролого-гидротехнических и два кораблестроительных института.
Планировалось, что на первых двух курсах ВУЗов студенты будут совмещать работу на предприятиях с учебными занятиями.

### 1960-е годы

Класс в школе Москвы, 1964 год, фото Томаса Хаммонда

- 10 ноября 1966 года — Постановление ЦК КПСС и Совета министров СССР «О мерах дальнейшего улучшения работы средней общеобразовательной школы». Министерству просвещения СССР и Министерствам просвещения (народного образования) союзных республик поручалось ввести в общеобразовательных школах новые учебные планы и программы, которые обеспечивали бы приведение содержания образования в соответствие с требованиями опережающего развития науки, техники и культуры. Так, в 5—7-х и 10-х классах была введена летняя трудовая практика, в 1970 году в 9-м классе — новый предмет — «Начальная военная подготовка», а в 7-м классе — «Основы Советского государства и права».
- 3 июня 1967 года — Специальное постановление № 502 Совета министров СССР «О мерах по улучшению подготовки и издания школьных учебников и обеспечения ими учащихся». В нём Министерству просвещения СССР, Академии педагогических наук СССР дано указание разработать научно обоснованные требования к содержанию и объёму школьных учебников и «организовать подготовку рукописей стабильных школьных учебников по основным дисциплинам учебного плана средней общеобразовательной школы».

В 1969 году была проведена реформа школьного образования, в результате которой была изменена структура начальной и средней общеобразовательной школы СССР:
- начальная школа сокращена с четырёх до трёх лет обучения (обучение c 1-го по 3-й классы) ;
- неполная средняя школа увеличена за счёт начальной на один год (обучение с 4-го по 8-й классы);
- средняя школа (обучение с 9-го по 10-й классы).

В результате проведённой реформы четырёхлетнее обучение в начальной школе СССР стало трёхлетним, добавляя дополнительный год для расширенного изучения предметов в старших классах. Первоклассники, пришедшие в школу в 1969/70 учебном году, учились уже по новой трёхлетней программе начальной школы, используя для обучения совершенно новый комплект учебников. Старшие же классы, уже начавшие обучение ещё по старой программе, продолжили его завершение по старым учебникам.
Удельный вес приёма в вузы от числа выпускников десятых классов изменялся так: 1960 г. — 56 %, 1962 — 87, 1965 — 63, 1970 — 35, 1975 — 28, 1977 — 25, 1985 — 50 %.

### 1970-е годы

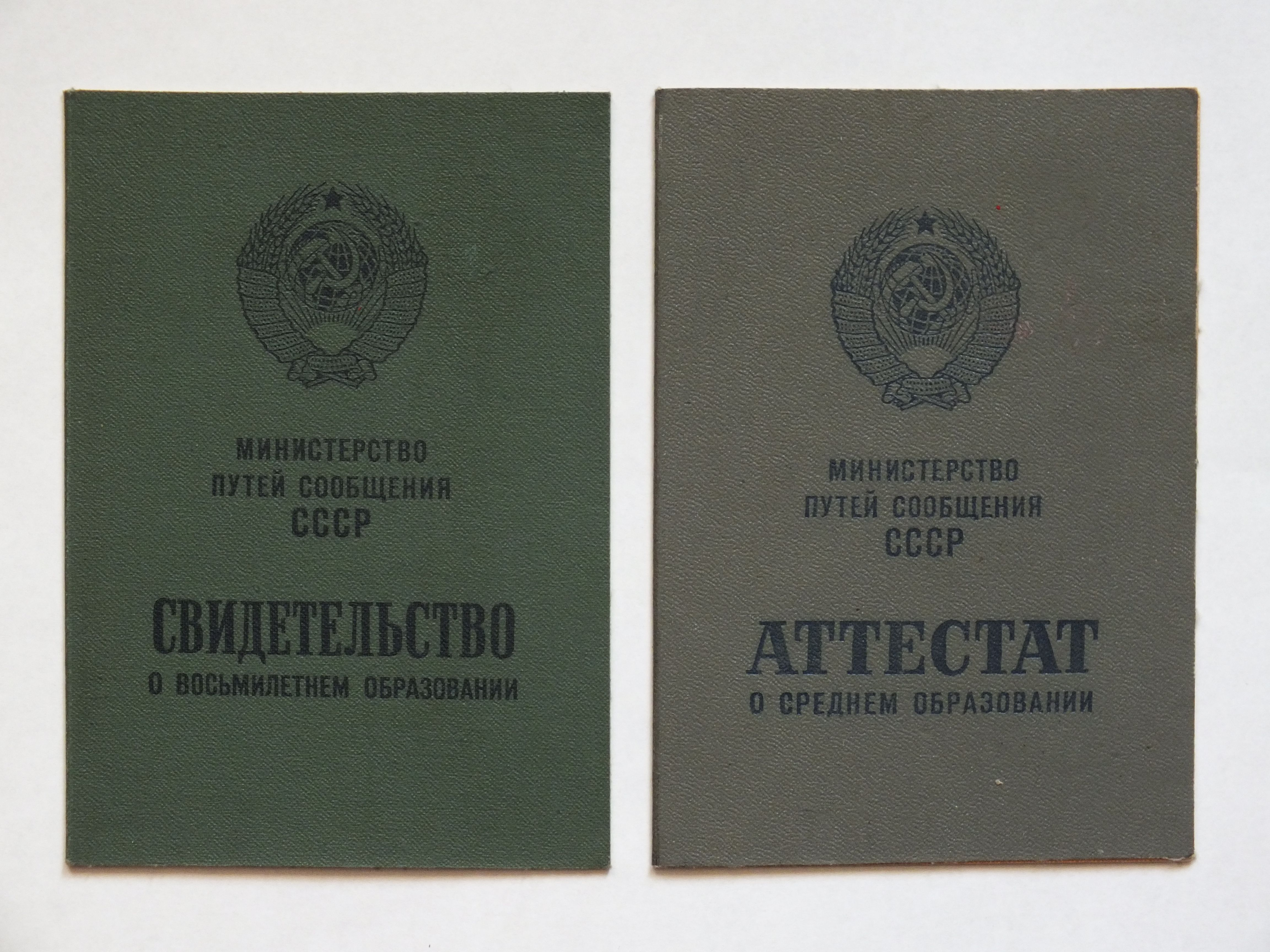
Свидетельство о восьмилетнем образовании и аттестат о среднем образовании, конец 1970-х гг.
В СССР существовали ведомственные школы, подчинявшиеся не Министерству просвещения СССР, а Министерству путей сообщения СССР. Программа обучения различий не имела

1972 год — Постановление «О завершении перехода ко всеобщему среднему образованию молодежи и дальнейшем развитии общеобразовательной школы»
В 1973 году в СССР расходы из госбюджета (без капитальных вложений) на высшие учебные заведения составили 2,97 млрд рублей, на техникумы, училища и школы по подготовке кадров средней квалификации — 1,79 млрд рублей, на профессионально-техническое образование — 2,09 млрд рублей.
На 1975 год в СССР действовали 856 вузов (в том числе 65 университетов), в которых обучались более 4,9 млн студентов. По численности студентов на 10 тысяч человек населения СССР значительно превосходил такие страны, как Великобритания, Федеративная Республика Германия, Франция, Япония и другие.
По данным на 1 января 1976 года, в СССР насчитывалось 6272 профессионально-технических учебных заведения, в которых обучалось 3,08 млн учащихся.
На начало 1975/1976 учебного года в СССР действовали 167 тысяч общеобразовательных школ, в которых обучались 48,8 млн детей. По данным на 1975 год, подготовка учителей и воспитателей проводилась в 65-и университетах, 200-х педагогических институтах и 404-х педагогических училищах.
Право граждан СССР на бесплатное образование всех уровней, от начального до высшего, было закреплено в Конституции СССР 1977 года (статья 45). 

Граждане СССР имеют право на образование. Это право обеспечивается бесплатностью всех видов образования, осуществлением всеобщего обязательного среднего образования молодёжи, широким развитием профессионально-технического, среднего специального и высшего образования на основе связи обучения с жизнью, с производством: развитием заочного и вечернего образования; предоставлением государственных стипендий и льгот учащимся и студентам; бесплатной выдачей школьных учебников; возможностью обучения в школе на родном языке; созданием условий для самообразования— Конституция СССР (1977) // Викитека
Всем отличникам учёбы очных отделений вузов, а также средних специальных учебных заведений было гарантировано получение стипендии от государства. Государство также гарантировало через систему распределения трудоустройство и работу по специальности каждому выпускнику среднего специального и высшего учебного заведений.

### 1980-е годы

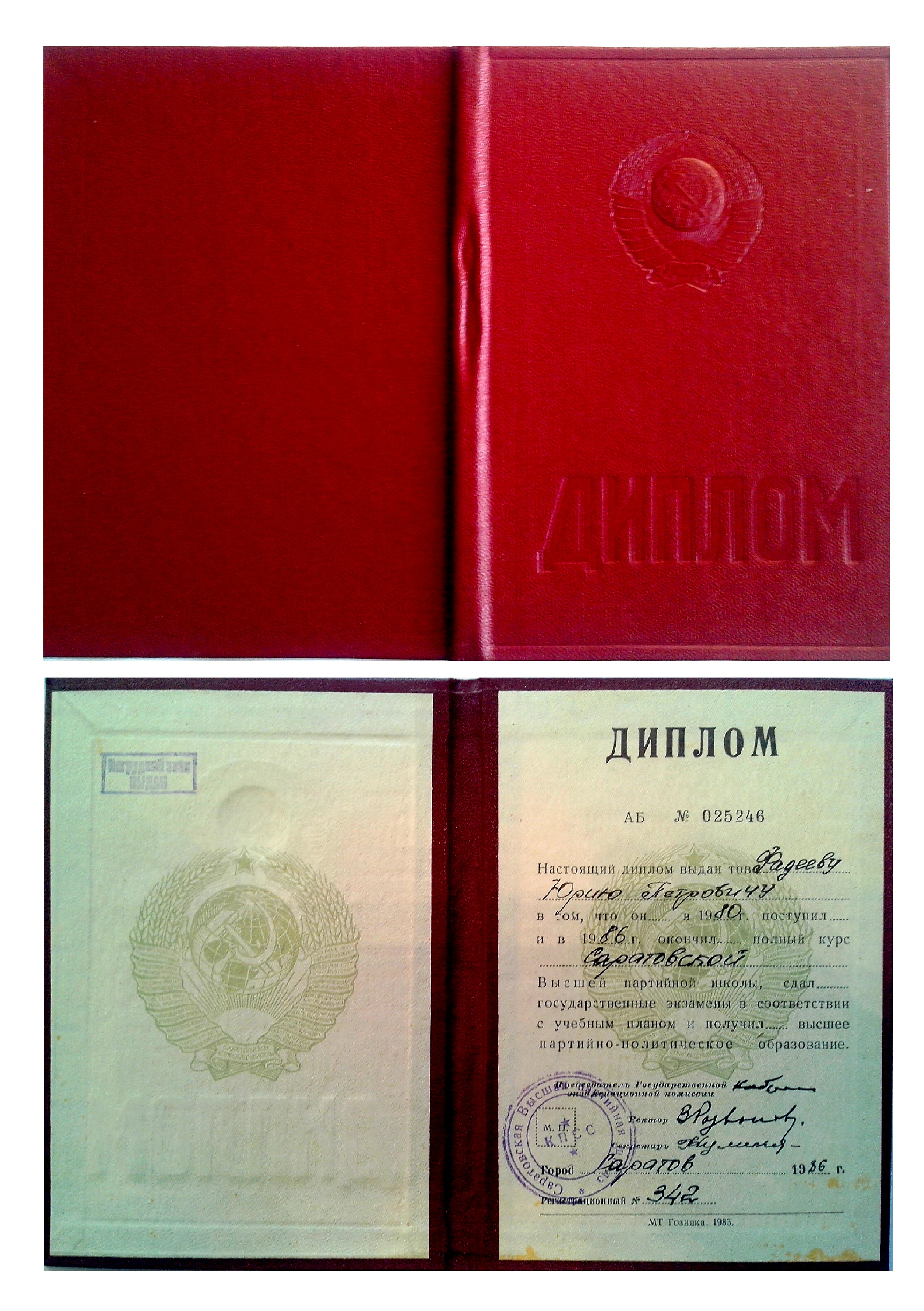
Диплом ВПШ Высшей партийной школы КПСС, приравнивался к высшему образованию. 1986 год

В первой половине 1980-х годов снова взяла верх тенденция профессионализации общеобразовательной школы. В 1984 году были приняты «Основные направления реформы общеобразовательной и профессиональной школы».
В области трудового воспитания молодёжи реформа ставила задачу «коренным образом улучшить постановку трудового воспитания, обучения и профессиональной ориентации в общеобразовательной школе; усилить политехническую, практическую направленность преподавания; значительно расширить подготовку квалифицированных рабочих кадров в системе профессионально-технического обучения; осуществить переход ко всеобщему профессиональному образованию молодёжи».
Согласно реформе, средняя общеобразовательная школа становится одиннадцатилетней. Обучение детей в школе предполагалось начинать с шестилетнего возраста.
Продолжительность учёбы в начальной школе увеличивается на 1 год: с 1 по 4-й классы. В процессе трудового воспитания в начальной школе формируются элементарные трудовые навыки. Неполная средняя школа (5—9-е классы) предусматривает изучение основ наук в течение пяти лет. В плане трудового воспитания ставятся задачи общетрудовой подготовки, что в сочетании с мерами по профессиональной ориентации школьников создавало бы условия для сознательного выбора направления будущей трудовой деятельности.
В средней общеобразовательной школе (9—10-е классы) организуется трудовое обучение по наиболее массовым профессиям с учётом потребностей в них данного региона. Оно должно завершаться овладением определённой профессией и сдачей квалификационных экзаменов.
Содержание трудового обучения в начальных классах практически не изменялось. Оно по-прежнему строилось на примере обработки бумаги, картона, тканей и других легкообрабатываемых материалов, а также на конструировании моделей простейших объектов техники.
В 5—9-х классах в содержание трудового обучения школьников вводятся значительные изменения. Трудовое обучение в 5—9-х классах аналогично тому, которое было ранее в 3—7-х классах. Естественно, что соответственно был уменьшен объём учебного материала. Остаются те же варианты: технический, сельскохозяйственный и обслуживающий труд; та же дифференциация обучения в городской и сельской школе, различное содержание обучения для мальчиков и для девочек.
В 7—8-х классах трудовая подготовка школьников организуется в виде профессионального обучения и изучения курса «Основы производства. Выбор профессии». Профильное обучение представляло собой изучение школьниками того или иного вида труда. Например, школьники изучали металлообработку, деревообработку, обработку тканей и так далее. Изучение вида (профиля) труда в 7—8-х классах предшествовало тому, что в 9—10-х классах ученики, выбрав из этого вида труда конкретную профессию (специальность), будут овладевать ею. Другими словами, профильное обучение в 7—8-х классах было как бы общеподготовительным этапом профессионального обучения, которое в полной мере продолжается в 9—10-х классах. Курс «Основы производства. Выбор профессии» знакомил школьников с основными отраслями народного хозяйства, с содержанием труда рабочих различных профессий.
Вместе с тем, этот курс давал представление о требованиях различных видов труда к качествам личности и профессиональной подготовке работников той или иной профессии. Главной целью указанного курса было помочь школьникам в сознательном выборе будущей профессии.
Разработанная система трудового обучения школьников просуществовала недолго. Уже в 1988 году было признано необязательным проведение профессионального обучения в 9—10-х классах. Вследствие этого отпала и необходимость в профильном обучении учащихся в 7—8-х классах. Постепенно, сначала сокращалось, а затем и прекращалось преподавание курса «Основы производства. Выбор профессии».
В трудовом обучении учащихся школа стала возвращаться к учебным программам, которые существовали перед реформой 1984 года.
В 1986 в результате новой реформы вводится 11-летнее образование со сдвигом всех классов, начиная с четвёртого, на год вперёд. Начальная школа снова становится четырёхлетней, но ученикам предоставлялась возможность выбора, по 3-летней (10-летней) или четырёхлетней (11-летней) программе им учиться. При этом ученики, обучавшиеся по 3-летней программе, при переходе на основную ступень «перепрыгивали через номер» — из 3-го класса переходили в 5-й, причём единовременно. Эти изменения в качестве эксперимента были введены в некоторых школах СССР ещё в 1985 году — некоторые школьники тогда пошли учиться в «нулевой» класс вместо первого и несмотря на последующие перепрыгивания из 4-го класса сразу в 6-й, отучились все 11 лет. Также в 1989 году в ходе реформы «перепрыгивание через класс» было произведено во всех классах.

### 1990-е годы
После распада СССР система образования Российской Федерации подверглась реформированию в ходе либеральных реформ в России 1990-х годов.
Структура начальной и средней общеобразовательной школы оставалась такой же: начальная школа также включала трёхлетнюю (10-летней) и четырёхлетнюю (11-летней) программы.
В 2001 году трёхлетнее начальное обучение отменено полностью: все вновь поступающие в школу дети стали учиться по 11-летней программе.

## Внешкольное образование
В основу деятельности внешкольных учреждений были заложены общие принципы коммунистического воспитания и образования: бесплатность образования, воспитание в коллективе и через коллектив, непрерывность процесса воспитания, связь с жизнью, с практикой коммунистического строительства, научность воспитания, учёт возрастных и индивидуальных особенностей, развитие инициативы и самодеятельности. Например, организованный в 1923 году детский клуб «Юный ленинец» города Томска включал в себя переплётную, столярную, сапожную мастерские, кинотеатр, пионерский драматический театр, стрелковый тир, радиомастерскую, техническую станцию и техническую библиотеку, фотокружок, кружки моделирования и рисования.
На начало 1971 года в СССР действовали 4403 дворца и дома пионеров и школьников, свыше 7000 детских секторов при дворцах и домах культуры, 1008 станций юных техников, 587 станций юных натуралистов, 202 экскурсионно-туристические станции, 155 детских парков, 38 детских железных дорог, около 6000 детских хореографических, художественных и музыкальных школ, 7600 детских библиотек, а также пионерлагеря, лагеря труда и отдыха, дома отдыха санаторного типа для детей и так далее.

## Заочное образование
В Советском Союзе, с целью обеспечить доступность образования для всех категорий граждан, впервые в мире была создана система заочного образования, охватывающая все образовательные уровни и до настоящего времени не имеющая мировых прецедентов.

## Международная оценка
Советская система образования, особенно по инженерно-техническим специальностям, несмотря на её недостатки, занимала лидирующее положение в мире по оценке Ц. Р. С. Мэндэрса[кого?].
Методологический подход к образовательной политике в СССР послужил основой формирования в США и других западных странах концепции социального конструктивизма, опирающейся на концепцию советского психолога Л. С. Выготского, и оказавшей значительное влияние на стратегию развития образовательной сферы в США.

## Проблемы
Известным критиком советской системы образования является А. И. Любжин. Говоря о ней в интервью, он заявил: «В концепцию всеобуча хорошо укладывалась именно начальная школа, где учили начальной грамотности. Она была в СССР организована на уровне. Всё, что шло дальше, — уже фикция. Программа средней школы предлагала всем один и тот же набор предметов, не считаясь ни со способностями, ни с интересами ребят. Для одаренных детей планка была слишком низкой, им было не интересно, школа им только мешала. А отстающие, наоборот, с нагрузкой не справлялись. По качеству подготовки выпускник средней советской школы равнялся выпускнику императорского высшего начального училища».
Он отмечает также следующее: «Советский школьник владел письмом, счётом и отрывочными сведениями по другим предметам. Но эти знания наполняли его голову, как чердак. И в принципе человек, интересующийся предметом, мог самостоятельно усвоить эту информацию за день-два. Иностранные языки хоть и преподавались, но выпускники их практически не знали. Одна из вечных печалей советской школы — то, что знания, полученные в рамках одной дисциплины, ученики не умели применить к другой».
В середине 80-х годов доля затрат на образование от валового дохода в СССР составляла 2,7 % (во Франции 7,1 %, Японии 6,3 %, США 6,1 %, ФРГ 4,5 %). Расходы на одного ученика в СССР были в 12 раз меньше, чем в США, в 8 раз меньше, чем в Англии. Затраты на оборудование средней школы в расчете на одного ученика в СССР составляли 58 рублей, в Швеции — 1200 долларов. 10 % общеобразовательных школ СССР находились в аварийном состоянии, в 40 % школ[каких?] отсутствовала канализация, 45 % школ не имели физкультурных залов. Среди учителей было очень мало мужчин.